# Rallye de Grande-Bretagne 1984
Le Rallye de Grande-Bretagne 1984 (40th Lombard RAC Rally), disputé du 25 au 29 novembre 1984, est la cent-trente-cinquième manche du championnat du monde des rallyes (WRC) courue depuis 1973 et la douzième et dernière manche du championnat du monde des rallyes 1984.

## Contexte avant la course

### Le championnat du monde
Ayant succédé en 1973 au championnat international des marques (en vigueur de 1970 à 1972), le championnat du monde des rallyes comprend généralement une douzaine manches, comprenant les plus célèbres épreuves routières internationales, telles le Rallye Monte-Carlo, le Safari ou le RAC Rally. Depuis 1979, le championnat des constructeurs a été doublé d'un championnat pilotes, ce dernier remplaçant l'éphémère Coupe des conducteurs, organisée à seulement deux reprises en 1977 et 1978. Le calendrier 1984 intègre douze manches pour l'attribution du titre de champion du monde des pilotes mais seulement dix sélectives pour le championnat des marques (le Rallye de Suède et le Rallye de Côte d'Ivoire en étant exclus). Les épreuves sont réservées aux catégories suivantes :
- Groupe N : voitures de grande production de série, ayant au minimum quatre places, fabriquées à au moins 5000 exemplaires en douze mois consécutifs ; modifications très limitées par rapport au modèle de série (bougies, amortisseurs).
- Groupe A : voitures de tourisme de grande production, fabriquées à au moins 5000 exemplaires en douze mois consécutifs, avec possibilité de modifications des pièces d'origine ; poids minimum fonction de la cylindrée.
- Groupe B : voitures de grand tourisme, fabriquées à au moins 200 exemplaires en douze mois consécutifs, avec possibilité de modifications des pièces d'origine (extension d'homologation portant sur 10% de la production[2]).

À la veille de l'ultime épreuve de la saison 1984, les lauréats des deux championnats du monde (constructeurs et pilotes) sont déjà connus. Ayant remporté cinq des neuf manches déjà disputées, Audi s'est assuré le titre constructeurs et son pilote Stig Blomqvist, qui en plus de ses trois victoires à l'Acropole, en Nouvelle-Zélande et en Argentine a également remporté les deux épreuves comptant uniquement pour le championnat des conducteurs (Suède et Côte d'Ivoire), s'est adjugé celui des pilotes. Sans enjeu, le rallye de Grande-Bretagne sera cependant une lutte de prestige entre Audi et Peugeot, qui en cours d'année a effectué un brillant retour en championnat du monde, la Peugeot 205 Turbo 16 ayant déjà battu à deux reprises les Audi Quattro grâce à Ari Vatanen, victorieux en Finlande et à Sanremo.

### L'épreuve
Le Rallye RAC, organisé par le Royal Automobile Club, fut créé au début des années 1930 sous la forme d'une épreuve de maniabilité et de navigation. Ce n'est que trente ans plus tard qu'il devint un véritable sprint, avec l'instauration de secteurs chronométrés. Se déroulant sur parcours secret (l'itinéraire n'étant dévoilé aux concurrents qu'au moment du départ), empruntant en majorité chemins et pistes en terre, c'est l'un des plus difficiles rallyes du calendrier, mettant en valeur les qualités d'improvisation des pilotes. Avec quatre succès acquis entre 1978 et 1982, le Finlandais Hannu Mikkola y est le plus titré.

## Le parcours
- départ : 25 novembre 1984 de Chester
- arrivée : 29 novembre 1984 à Chester

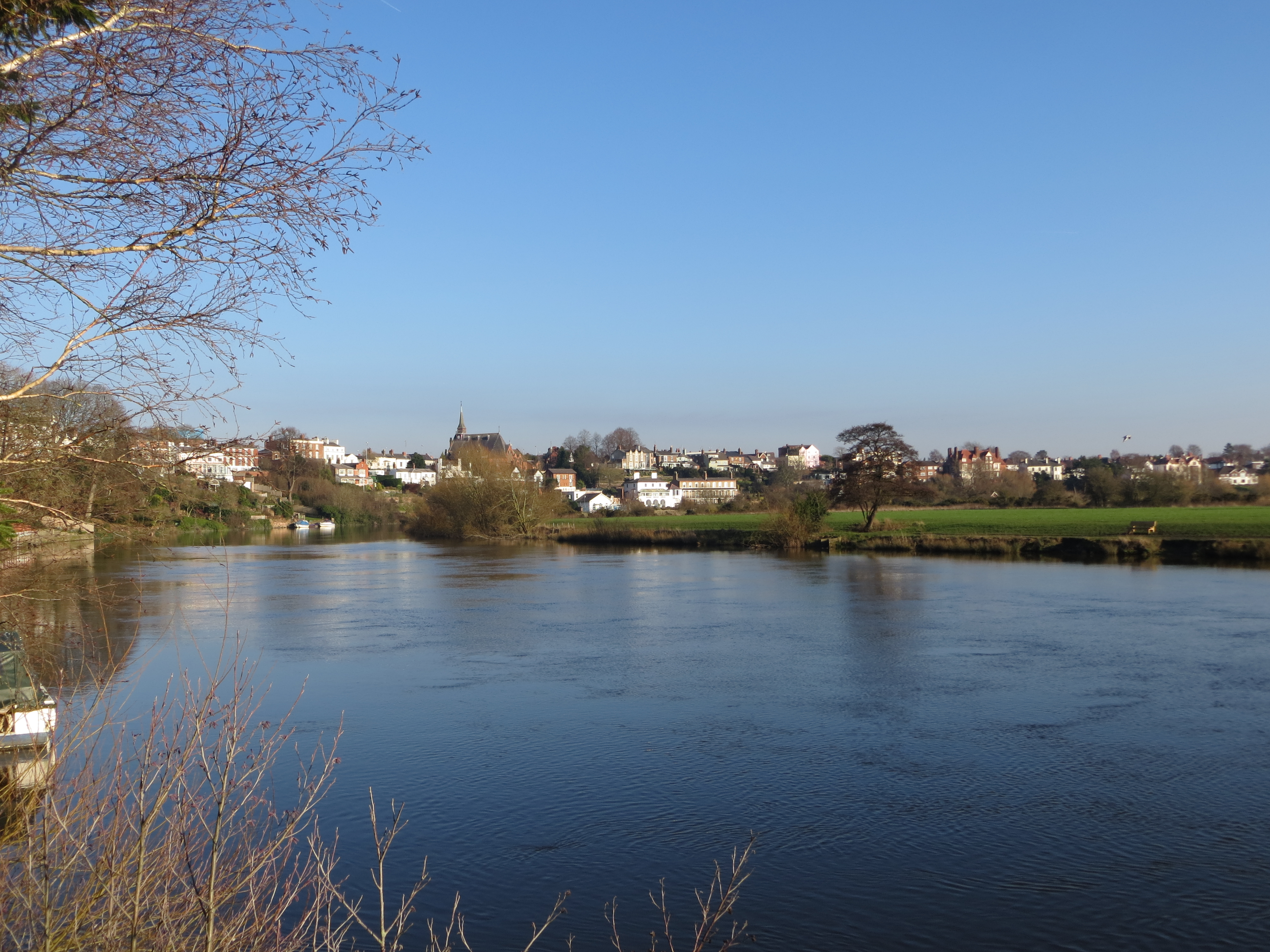
La ville de Chester, dans le Cheshire, point central du RAC 1984.

- distance : 3 219,3 km dont 868,54 km sur 56 épreuves spéciales
- surface : terre (90%) et asphalte (10%)
- Parcours divisé en sept étapes[4]

### Première étape
- Chester - Buxton - Walsall - Chester, le 25 novembre
- 7 épreuves spéciales, 34,51 km

### Deuxième étape
- Chester - Carlisle - Hawick, le 26 novembre
- 7 épreuves spéciales, 101,23 km

### Troisième étape
- Hawick - Hexham - Middlesbrough, le 26 novembre
- 6 épreuves spéciales, 143,55 km

### Quatrième étape
- Middlesbrough - Leeds - Liverpool - Chester, le 27 novembre
- 11 épreuves spéciales, 186,02 km

### Cinquième étape
- Chester - Wrexham - Aberafan, le 28 novembre
- 8 épreuves spéciales, 132,17 km

### Sixième étape
- Aberafan - Aberystwyth - Dolgellau, du 28 au 29 novembre
- 9 épreuves spéciales, 173,34 km

### Septième étape
- Dolgellau - Chester, le 29 novembre
- 8 épreuves spéciales, 87,72 km

## Les forces en présence
- Audi

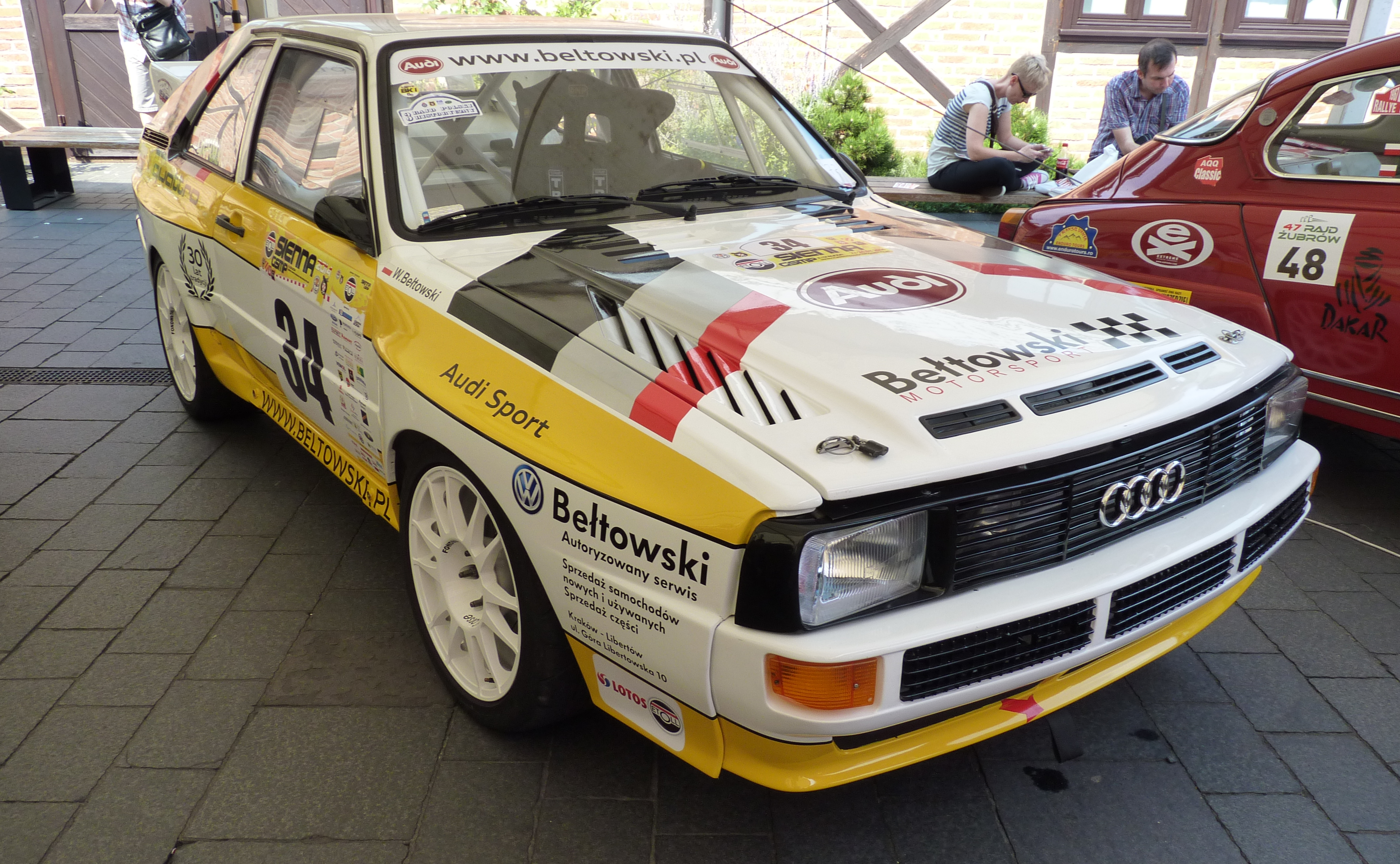
Une seule Audi Sport Quattro groupe B sera au départ, aux mains de Michèle Mouton.

Audi Sport avait initialement engagé deux Sport Quattro groupe B pour Stig Blomqvist et Michèle Mouton. Cependant, déjà assurée des titres constructeur et pilote, la firme allemande se concentre désormais sur la préparation de la saison 1985 et l'engagement de Blomqvist a été annulé. La voiture de Mouton est celle dont disposait le Suédois au dernier Rallye Sanremo. Pesant près d'une tonne, la Sport Quattro est dotée d'une transmission intégrale permanente et d'un moteur cinq cylindres de 2110 cm3 à culasse vingt soupapes. Alimenté par système d'injection électronique Bosch associé à un turbocompresseur KKK, il développe 430 chevaux à 7500 tr/min. En parallèle, Audi UK engage une Quattro A2 groupe B pour Hannu Mikkola. De 100 kg plus lourde que la Sport, l'ancienne version a un empattement beaucoup plus long (2,52 m au lieu de 2,20). Si l'architecture est la même (moteur avant, transmission intégrale), l'A2 ne bénéficie pas d'un moteur aussi performant, son cinq cylindres turbocompressé de 2121 cm3 ne disposant que d'une culasse à dix soupapes. La puissance maximale est de l'ordre de 360 chevaux à 7000 tr/min. Elle se révèle cependant plus fiable et surtout plus facile d'utilisation que la Sport, d'autant que les techniciens d'Ingolstadt n'ont pas pris la peine d'adapter les suspensions de la voiture de Michèle Mouton aux chemins britanniques. L'équipe de mécaniciens mis à disposition par l'usine se réduisant à six personnes, les deux voitures bénéficieront de l'assistance du préparateur anglais David Sutton, qui s'occupe également de la voiture engagée par BF Goodrich Motorsport, un modèle identique à celui de Mikkola, confié à l'Américain John Buffum. Déçu de la décision de son employeur quant à sa participation, Blomqvist avait envisagé de prendre le départ sur sa propre Audi Quattro, mais Audi n'a pas accepté que son champion s'aligne sans pouvoir bénéficier d'une assistance complète. Si la voiture (officielle) de Mouton est équipée de pneus Michelin, celle de Mikkola est chaussée par Pirelli et celle de Buffum par BF Goodrich. Parmi les pilotes s'alignant sur des Audi privées, on note la présence de Malcolm Wilson (Quattro A2) et celle de Mikael Ericsson sur une 80 Quattro groupe A (1150 kg, transmission intégrale, 5 cylindres, 2121 cm3, 190 chevaux).
- Peugeot

Peugeot Talbot Sport aligne une seule 205 Turbo 16 groupe B pour Ari Vatanen. Il s'agit de la voiture avec laquelle le Finlandais a remporté le dernier Rallye Sanremo, avec cependant des modifications au niveau des canalisations d'huile et de carburant, désormais en tresses métalliques afin de minimiser les risques d'incendie. Pesant 980 kg et disposant d'une transmission intégrale permanente, la 205 T16 est dotée d'un moteur central arrière à quatre cylindres, d'une cylindrée de 1775 cm3. La distribution est assurée par un double arbre à cames en tête actionnant seize soupapes. Alimenté par un système d'injection électronique Bosch associé à un turbocompresseur KKK, il développe 350 chevaux à 7500 tr/min. Malgré un empattement plus important que celui des Audi (2,54 m), elle est beaucoup plus courte que ses rivales allemandes, la longueur hors tout n'excédant pas 3,83 m (contre 4,16 m et 4,40 m pour les deux versions de Quattro). Il en résulte une grande agilité, alliée à un comportement très équilibré quel que soit le type de terrain. Vatanen utilise des pneus Michelin.
- Toyota

Le Toyota Team Europe est présent avec trois coupés Celica TCT groupe B, aux mains de Björn Waldegård, Per Eklund et Juha Kankkunen. Ces voitures de 1040 kg sont dotées d'une transmission classique. Leur moteur quatre cylindres de 2090 cm3 à double arbre à cames en tête est alimenté par un système d'injection électronique Nippondenso, associé à un turbocompresseur KKK. Avec une surpression de 0,75 bars, la puissance maximale est de 360 chevaux à 8500 tr/min. Les Toyota sont chaussées de pneus Pirelli.
- Opel

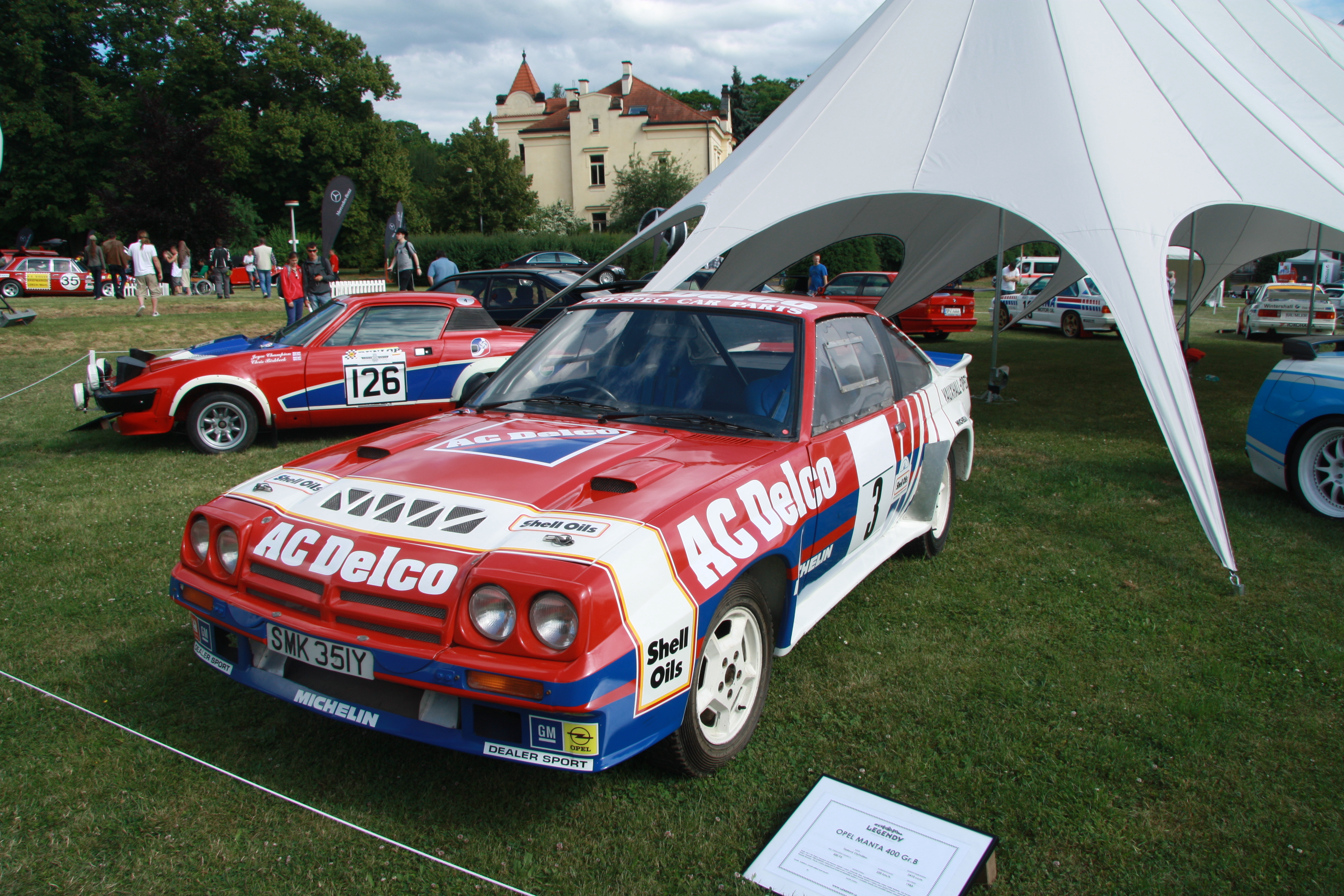
Une Opel Manta 400 groupe B aux couleurs de GM Dealer Sport.

GM Dealer Sport a engagé trois Opel Manta 400 groupe B pour Jimmy McRae, Russell Brookes et Bertie Fisher, assurant également l'assistance pour le pilote indépendant Phil Collins qui dispose d'un modèle identique. Ces coupés à transmission classique pèsent 960 kg et sont dotés d'un moteur quatre cylindres de 2420 cm3 à double arbre à cames en tête, alimenté par deux carburateurs double corps Weber. Leur puissance maximale est de 275 chevaux à 7250 tr/min. L'espoir suédois Mats Jonsson s'aligne quant à lui sur une Ascona 400 groupe B, à la mécanique identique à celle des Manta. La marque allemande est également représentée en groupe A, avec notamment Lars-Erik Torph au volant d'une Ascona i2000 ainsi que Kenneth Eriksson sur la nouvelle Kadett GSi, récemment homologuée. Les Opel utilisent des pneus Michelin.
- Nissan

Le Team Nissan Europe engage deux 240RS groupe B pour Timo Salonen (qui effectue sa rentrée après avoir été opéré du dos en août) et Shekhar Mehta. L'équipe assiste également le Britannique Terry Kaby, qui dispose d'un modèle identique. Pesant 1020 kg, ces coupés sont pourvus d'une transmission classique. Leur moteur quatre cylindres de 2340 cm3 est alimenté par deux carburateurs double corps Solex et développe 265 chevaux à 8000 tr/min. Les Nissan sont chaussées de pneus Dunlop de fabrication japonaise. Inscrits à titre privé, David Llewellin et Peter Geitel prendront également le départ sur des 240RS.
- Mazda

Le Mazda Rally Team Europe, dirigé par le pilote allemand Achim Warmbold, aligne deux coupés RX-7 groupe B. Ils sont confiés à Ingvar Carlsson et Philippe Wambergue, ce dernier remplaçant au pied levé Jean-Luc Thérier qui, appelé à piloter la deuxième voiture, a finalement dû déclarer forfait après s'être fracturé le poignet à quelques jours du départ. Les RX7, à transmission classique, pèsent une tonne. Elles sont équipées d'un moteur moteur birotor de 1308 cm3 (correspondant à 2616 cm3 pour un moteur à quatre temps) alimenté par un carburateur Weber à double corps délivrant 300 chevaux à 8000 tr/min. Elles sont chaussées de pneus Pirelli.
- Porsche

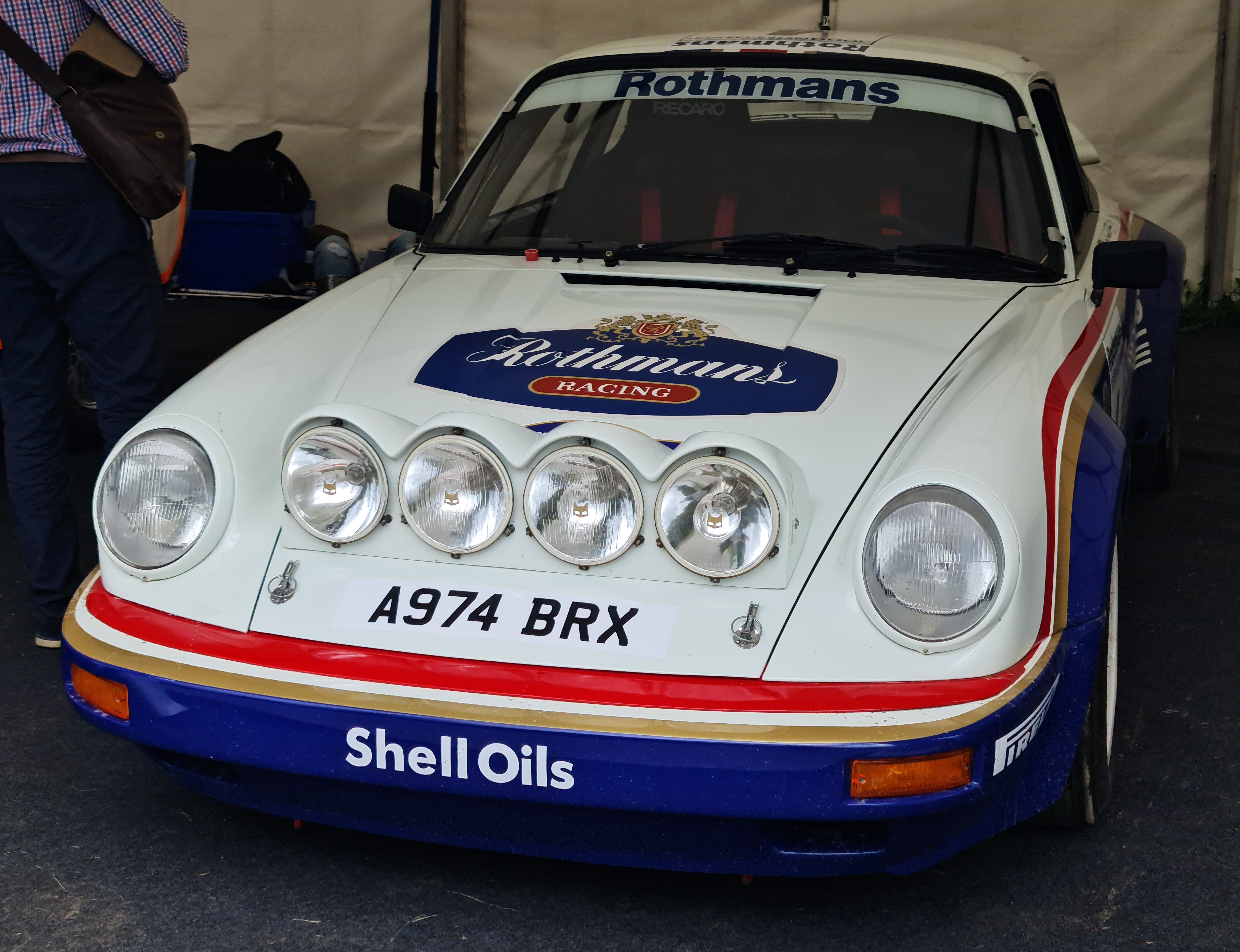
Une Porsche 911 SC RS groupe B aux couleurs Rothmans.

L'équipe Rothmans aligne deux Porsche 911 SC RS groupe B pour le champion du Moyen-Orient Saeed Al-Hajri et le vétéran Roger Clark, double vainqueur de l'épreuve. Ces voitures à moteur six cylindres à plat refroidi par air, monté en porte-à-faux arrière, ont une cylindrée de 2994 cm3. Elles pèsent 960 kg, disposent de 290 chevaux à 7000 tr/min et utilisent des pneus Pirelli.
- Citroën

La filiale britannique de la marque française engage une Citroën Visa 1000 Pistes groupe B pour Mark Lovell, le pilote privé François Chauche prenant le départ sur un modèle identique. Ces berlines de 785 kg, à transmission intégrale permanente, sont motorisées par un quatre cylindres de 1434 cm3 alimenté par deux carburateurs Weber double corps et délivrant 140 chevaux à 6500 tr/min. Elles sont chaussées de pneus Michelin.
- Rover

Le groupe Austin Rover effectue sa rentrée en championnat du monde avec une Vitesse groupe A confiée à Tony Pond. Cette berline à transmission classique pèse 1300 kg. Son moteur V8 de 3532 cm3 fournit 270 chevaux à 8000 tr/min. Pond utilise des pneus Dunlop.
- Volkswagen

Volkswagen Motorsport aligne une Golf GTI groupe A pour Kalle Grundel. Pesant 880 kg, cette traction est dotée d'un moteur quatre cylindres de 1781 cm3 à injection mécanique Bosch, délivrant 174 chevaux. Elle dispose de pneus Pirelli.
- Saab

Le pilote indépendant Ola Strömberg s'aligne sur une berline 99 Turbo groupe A. Cette traction affiche 1050 kg sur la balance. Son moteur quatre cylindres deux litres suralimenté développe environ 200 chevaux. Strömberg utilise des pneus Michelin.

## Déroulement de la course

### Première étape
Les cent-dix-neuf équipages prennent le départ de Chester le dimanche matin en direction de Liverpool, où a lieu la première épreuve spéciale. Ari Vatanen y domine nettement, prenant plus d'une seconde au kilomètre à ses principaux rivaux, sa Peugeot 205 devançant de neuf secondes l'Opel de Russell Brookes. Quelques secondes plus loin suivent, groupées, la Nissan de Terry Kaby, les Toyota de Juha Kankkunen et Per Eklund et l'Audi de Malcolm Wilson. Gêné par la buée après le passage d'un gué, Hannu Mikkola a effectué une petite sortie de route, sans mal pour son Audi, mais le champion finlandais a perdu une demi-minute dans l'aventure et se trouve relégué à la trente-troisième place du classement. Ayant planté sa Rover dans un arbre après seulement deux kilomètres, Tony Pond a étrenné la liste des abandons.
Au cours de la journée, Vatanen va continuellement creuser l'écart sur ses poursuivants, et va rallier le parc fermé, le soir, avec trente-neuf secondes d'avance sur l'Audi de Michèle Mouton. Mikkola est remonté en quatrième position, seulement une seconde derrière la Toyota de Björn Waldegård. Si la Peugeot de tête évolue loin devant, la bataille pour les places d'honneur est extrêmement serrée, une vingtaine d'équipages se tenant en moins de deux minutes. Treizième sur sa Volkswagen Golf, Kalle Grundel est en tête du groupe A. Il reste encore cent-seize voitures en course.

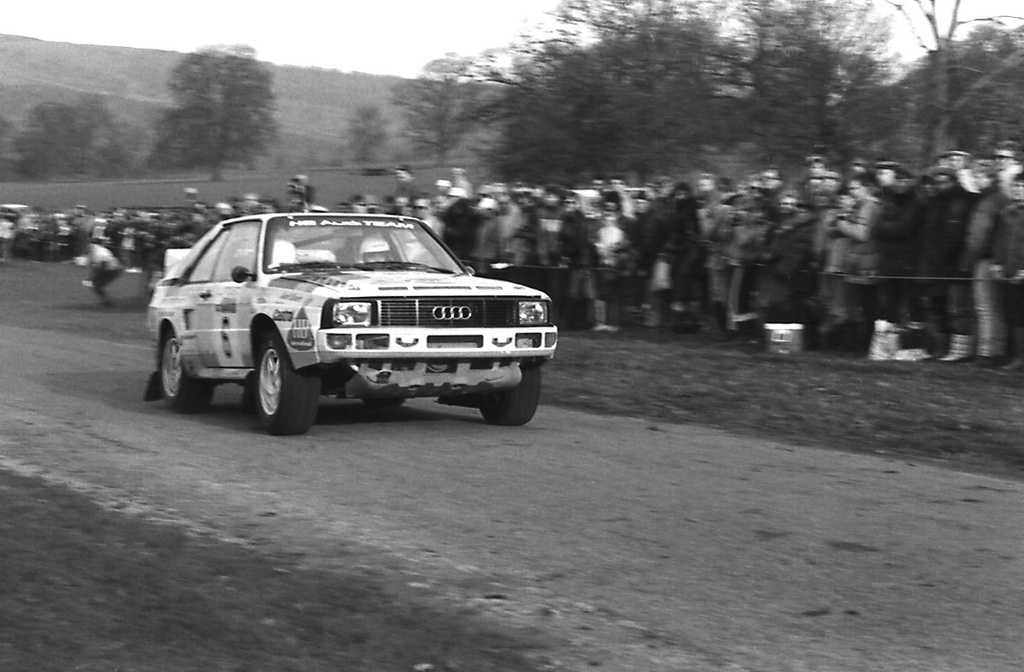
L'Audi Sport Quattro de Michèle Mouton, deuxième à l'issue de la première étape.

| Pos. | Pilote             | Copilote         | Voiture                     | Groupe | Temps       | Écart        |
| ---- | ------------------ | ---------------- | --------------------------- | ------ | ----------- | ------------ |
| 1    | Ari Vatanen        | Terry Harryman   | Peugeot 205 Turbo 16        | B      | 24 min 55 s |              |
| 2    | Michèle Mouton     | Fabrizia Pons    | Audi Sport Quattro          | B      | 25 min 34 s | + 39 s       |
| 3    | Björn Waldegård    | Hans Thorszelius | Toyota Celica Twincam Turbo | B      | 25 min 38 s | + 43 s       |
| 4    | Hannu Mikkola      | Arne Hertz       | Audi Quattro A2             | B      | 25 min 39 s | + 44 s       |
| 5    | Juha Kankkunen     | Fred Gallagher   | Toyota Celica Twincam Turbo | B      | 25 min 41 s | + 46 s       |
| 6    | Malcolm Wilson     | Nigel Harris     | Audi Quattro A1             | B      | 25 min 51 s | + 56 s       |
| 7    | John Buffum        | Neil Wilson      | Audi Quattro A2             | B      | 25 min 56 s | + 1 min 01 s |
| 8    | Russell Brookes    | Mike Broad       | Opel Manta 400              | B      | 26 min 09 s | + 1 min 14 s |
| 9    | Jimmy McRae        | Mike Nicholson   | Opel Manta 400              | B      | 26 min 20 s | + 1 min 25 s |
| 10   | Per Eklund         | Dave Whittock    | Toyota Celica Twincam Turbo | B      | 26 min 23 s | + 1 min 28 s |
| 11   | Terry Kaby         | Kevin Gormley    | Nissan 240RS                | B      | 26 min 28 s | + 1 min 33 s |
| 12   | Timo Salonen       | Seppo Harjanne   | Nissan 240RS                | B      | 26 min 46 s | + 1 min 51 s |
| 13   | Kalle Grundel      | Peter Diekmann   | Volkswagen Golf GTI         | A      | 27 min 04 s | + 2 min 09 s |
| 13=  | Ingvar Carlsson    | Benny Melander   | Mazda RX-7                  | B      | 27 min 04 s | + 2 min 09 s |
| 15   | Philippe Wambergue | Michel Vial      | Mazda RX-7                  | B      | 27 min 10 s | + 2 min 15 s |
| 16   | Mats Jonsson       | Johnny Johansson | Opel Manta 400              | B      | 27 min 12 s | + 2 min 17 s |
| 17   | Ola Strömberg      | Per Carlsson     | Saab 99 Turbo               | A      | 27 min 17 s | + 2 min 22 s |
| 18   | Phil Collins       | Roger Freeman    | Opel Manta 400              | B      | 27 min 26 s | + 2 min 31 s |
| 18=  | Peter Geitel       | Mike Wood        | Nissan 240RS                | B      | 27 min 26 s | + 2 min 31 s |
| 20   | François Chauche   | Thierry Barjou   | Citroën Visa 1000 Pistes    | B      | 27 min 27 s | + 2 min 32 s |
| 21   | Bertie Fisher      | Austin Frazer    | Opel Manta 400              | B      | 27 min 30 s | + 2 min 35 s |
| 22   | David Llewellin    | Roger Evans      | Nissan 240RS                | B      | 27 min 32 s | + 2 min 37 s |
| 23   | Roger Clark        | Ian Grindrod     | Porsche 911 SC RS           | B      | 27 min 34 s | + 2 min 39 s |
| 24   | Mikael Ericsson    | Claes Billstam   | Audi 80 Quattro             | A      | 27 min 37 s | + 2 min 42 s |
| 25   | Shekhar Mehta      | Yvonne Mehta     | Nissan 240RS                | B      | 27 min 38 s | + 2 min 43 s |

### Deuxième étape
Les concurrents repartent de Chester le lundi, en fin de nuit, pour gagner l'Écosse. Au petit matin, une crevaison va coûter trois minutes à Kankkunen, le faisant plonger à la vingtième place. Vatanen continue à exercer sa domination et remporte la plupart des épreuves spéciales. Lorsqu'il rejoint la petite ville d'Hawick, en début d'après-midi, son principal rival, Mikkola (qui s'est rapidement porté en deuxième position) compte déjà plus d'une minute et demie de retard. Aux prises avec une voiture délicate à piloter, Michèle Mouton est reléguée à plus de trois minutes, talonnée par l'Américain John Buffum (également sur Audi). Après l'abandon de Waldegård (moteur cassé en milieu d'étape), la lutte pour la cinquième place est très serrée entre les Opel de Jimmy McRae et de Russell Brookes, seulement cinq secondes les séparant. Kankkunen est revenu en neuvième position, derrière son coéquipier Per Eklund et la Nissan de Timo Salonen. Ayant pris l'avantage sur Grundel, Ola Strömberg (treizième au classement général) a porté sa Saab à la tête du groupe A.

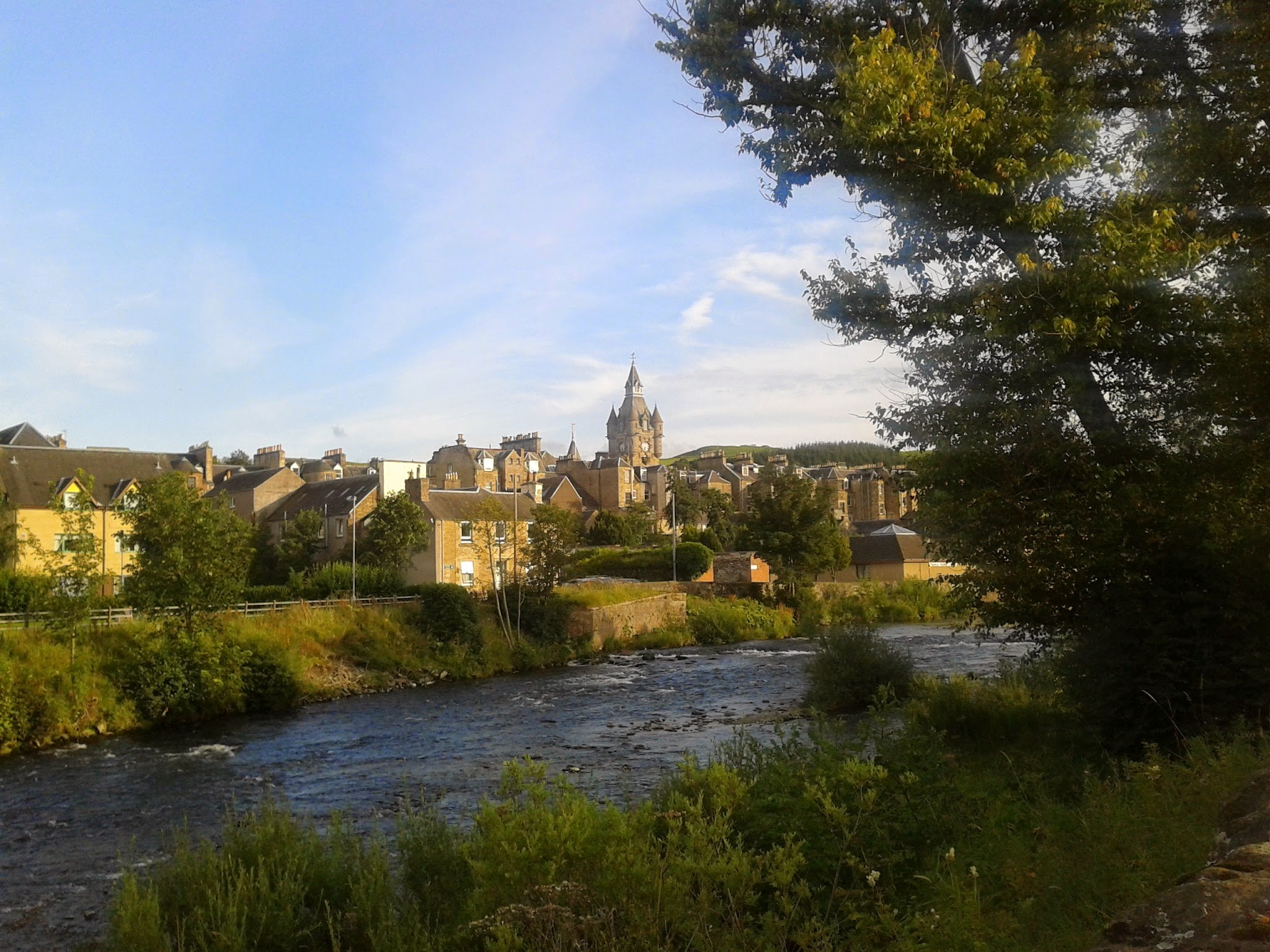
Hawick, terme de la deuxième étape.

| Pos. | Pilote          | Copilote         | Voiture                     | Groupe | Temps           | Écart        |
| ---- | --------------- | ---------------- | --------------------------- | ------ | --------------- | ------------ |
| 1    | Ari Vatanen     | Terry Harryman   | Peugeot 205 Turbo 16        | B      | 1 h 32 min 28 s |              |
| 2    | Hannu Mikkola   | Arne Hertz       | Audi Quattro A2             | B      | 1 h 34 min 08 s | + 1 min 40 s |
| 3    | Michèle Mouton  | Fabrizia Pons    | Audi Sport Quattro          | B      | 1 h 35 min 40 s | + 3 min 12 s |
| 4    | John Buffum     | Neil Wilson      | Audi Quattro A2             | B      | 1 h 35 min 57 s | + 3 min 29 s |
| 5    | Jimmy McRae     | Mike Nicholson   | Opel Manta 400              | B      | 1 h 37 min 26 s | + 4 min 58 s |
| 6    | Russell Brookes | Mike Broad       | Opel Manta 400              | B      | 1 h 37 min 31 s | + 5 min 03 s |
| 7    | Per Eklund      | Dave Whittock    | Toyota Celica Twincam Turbo | B      |                 |              |
| 8    | Timo Salonen    | Seppo Harjanne   | Nissan 240RS                | B      |                 |              |
| 9    | Juha Kankkunen  | Fred Gallagher   | Toyota Celica Twincam Turbo | B      |                 |              |
| 10   | Terry Kaby      | Kevin Gormley    | Nissan 240RS                | B      |                 |              |
| 11   | Malcolm Wilson  | Nigel Harris     | Audi Quattro A1             | B      |                 |              |
| 12   | Ingvar Carlsson | Benny Melander   | Mazda RX-7                  | B      |                 |              |
| 13   | Ola Strömberg   | Per Carlsson     | Saab 99 Turbo               | A      |                 |              |
| 14   | Mats Jonsson    | Johnny Johansson | Opel Manta 400              | B      |                 |              |
| 15   | Kalle Grundel   | Peter Diekmann   | Volkswagen Golf GTI         | A      |                 |              |

### Troisième étape
Après une heure et demie de pause, les équipages repartent en direction de Middlesbrough. Retardée par une crevaison dans la forêt de Kielder, Michèle Mouton perd la troisième place au profit de Buffum. Un peu plus tard, Brookes effectue un tonneau ; il perd trois minutes et chute à la dixième place. En tête, Vatanen accentue encore son avance sur Mikkola. Il termine l'étape avec plus de deux minutes d'avance sur son compatriote tandis que Buffum, troisième, est à plus de six minutes, Mouton étant une minute et demie plus loin. Eklund a pris le meilleur sur McRae et pointe à la cinquième place. Douzième, Stromberg est parvenu à se maintenir devant Grundel et conserve la tête du groupe A.
| Pos. | Pilote          | Copilote       | Voiture                     | Groupe | Temps           | Écart        |
| ---- | --------------- | -------------- | --------------------------- | ------ | --------------- | ------------ |
| 1    | Ari Vatanen     | Terry Harryman | Peugeot 205 Turbo 16        | B      | 3 h 00 min 27 s |              |
| 2    | Hannu Mikkola   | Arne Hertz     | Audi Quattro A2             | B      | 3 h 02 min 42 s | + 2 min 15 s |
| 3    | John Buffum     | Neil Wilson    | Audi Quattro A2             | B      | 3 h 06 min 28 s | + 6 min 01 s |
| 4    | Michèle Mouton  | Fabrizia Pons  | Audi Sport Quattro          | B      | 3 h 07 min 55 s | + 7 min 28 s |
| 5    | Per Eklund      | Dave Whittock  | Toyota Celica Twincam Turbo | B      |                 |              |
| 6    | Jimmy McRae     | Mike Nicholson | Opel Manta 400              | B      |                 |              |
| 7    | Juha Kankkunen  | Fred Gallagher | Toyota Celica Twincam Turbo | B      |                 |              |
| 8    | Timo Salonen    | Seppo Harjanne | Nissan 240RS                | B      |                 |              |
| 9    | Terry Kaby      | Kevin Gormley  | Nissan 240RS                | B      |                 |              |
| 10   | Russell Brookes | Mike Broad     | Opel Manta 400              | B      |                 |              |
| 11   | Shekhar Mehta   | Yvonne Mehta   | Nissan 240RS                | B      |                 |              |
| 12   | Ola Strömberg   | Per Carlsson   | Saab 99 Turbo               | A      |                 |              |
| 13   | Kalle Grundel   | Peter Diekmann | Volkswagen Golf GTI         | A      |                 |              |
| 14   | Roger Clark     | Ian Grindrod   | Porsche 911 SC RS           | B      |                 |              |
| 15   | Phil Collins    | Roger Freeman  | Opel Manta 400              | B      |                 |              |

### Quatrième étape
Le départ de Middlesbrough s'effectue au milieu de la nuit. La première traversée de la forêt de Dalby permet à Vatanen de porter son avance à près de trois minutes, tandis que Michèle Mouton comble progressivement son retard sur Buffum. Le retour sur Chester va se dérouler sans incident notable. À mi-étape, Mouton parvient à reprendre la troisième place, mais se trouve alors à plus de dix minutes de Vatanen, qui profite des problèmes de directions assistée rencontrés par Mikkola pour conforter sa position. À l'arrivée au parc fermé, la Peugeot de tête devance de plus de quatre minutes la première Audi, tandis que Mouton, malgré des problèmes de suspension, s'est maintenue à la troisième place, avec une minute d'avance sur Buffum. Eklund et McRae se sont âprement disputés la cinquième place au cours de la journée, le pilote suédois conservant l'avantage pour cinq secondes. Onzième, Stromberg domine toujours nettement le groupe A.
| Pos. | Pilote          | Copilote       | Voiture                     | Groupe | Temps           | Écart         |
| ---- | --------------- | -------------- | --------------------------- | ------ | --------------- | ------------- |
| 1    | Ari Vatanen     | Terry Harryman | Peugeot 205 Turbo 16        | B      | 4 h 40 min 55 s |               |
| 2    | Hannu Mikkola   | Arne Hertz     | Audi Quattro A2             | B      | 4 h 44 min 58 s | + 4 min 03 s  |
| 3    | Michèle Mouton  | Fabrizia Pons  | Audi Sport Quattro          | B      | 4 h 52 min 58 s | + 12 min 03 s |
| 4    | John Buffum     | Neil Wilson    | Audi Quattro A2             | B      | 4 h 53 min 56 s | + 13 min 01 s |
| 5    | Per Eklund      | Dave Whittock  | Toyota Celica Twincam Turbo | B      | 4 h 55 min 17 s | + 14 min 22 s |
| 6    | Jimmy McRae     | Mike Nicholson | Opel Manta 400              | B      | 4 h 55 min 22 s | + 14 min 27 s |
| 7    | Juha Kankkunen  | Fred Gallagher | Toyota Celica Twincam Turbo | B      | 4 h 56 min 44 s | + 15 min 49 s |
| 8    | Timo Salonen    | Seppo Harjanne | Nissan 240RS                | B      | 5 h 00 min 27 s | + 19 min 32 s |
| 9    | Terry Kaby      | Kevin Gormley  | Nissan 240RS                | B      | 5 h 01 min 28 s | + 20 min 33 s |
| 10   | Russell Brookes | Mike Broad     | Opel Manta 400              | B      | 5 h 01 min 42 s | + 20 min 47 s |
| 11   | Ola Strömberg   | Per Carlsson   | Saab 99 Turbo               | A      | 5 h 08 min 07 s | + 27 min 12 s |
| 12   | Shekhar Mehta   | Yvonne Mehta   | Nissan 240RS                | B      | 5 h 09 min 46 s | + 28 min 51 s |
| 13   | Bertie Fisher   | Austin Frazer  | Opel Manta 400              | B      | 5 h 10 min 31 s | + 29 min 36 s |
| 14   | Phil Collins    | Roger Freeman  | Opel Manta 400              | B      | 5 h 10 min 56 s | + 30 min 01 s |
| 15   | Kalle Grundel   | Peter Diekmann | Volkswagen Golf GTI         | A      | 5 h 11 min 45 s | + 30 min 50 s |
| 16   | Roger Clark     | Ian Grindrod   | Porsche 911 SC RS           | B      | 5 h 12 min 23 s | + 31 min 28 s |
| 17   | Mikael Ericsson | Claes Billstam | Audi 80 Quattro             | A      | 5 h 14 min 04 s | + 33 min 09 s |
| 18   | Lars-Erik Torph | Keith Oswin    | Opel Ascona i2000           | A      | 5 h 16 min 37 s | + 35 min 42 s |

### Cinquième étape
Les concurrents repartent de Perth le mercredi matin, en direction du Pays de Galles. Auteur d'une belle prestation sur sa Saab personnelle, Stromberg doit renoncer, embrayage hors d'usage, Grundel reprenant la tête du groupe A. Vatanen et Mikkola font jeu égal au cours de cette journée, le pilote Peugeot maintenant ses quatre minutes d'avance sur son principal rival. Si aucun incident notable ne vient entraver la progression des deux principaux animateurs, les premières épreuves galloises vont bouleverser la suite du classement. C'est tout d'abord McRae qui sort de la route dans le secteur de Margam et qui rétrograde à la dixième place après avoir perdu huit minutes. Au même moment, Grundel renonce, moteur cassé, laissant la tête du groupe A à l'Audi 80 de Mikael Ericsson. À la fin du secteur suivant, Terry Kaby, qui occupait le neuvième rang au volant de sa Nissan, manque un contrôle de passage et se retrouve hors-course. Et dans la dernière épreuve avant de rallier le parc fermé d'Aberafan, Michèle Mouton crève ; elle perd cinq minutes et rétrograde à la cinquième place. Dans ce même secteur, Kankkunen, qui était remonté en sixième position, sort de la route et détruit sa Toyota. Si son copilote Fred Gallagher en sort indemne, le jeune espoir finlandais, choqué, sera placé en observation à l'hôpital le plus proche ; il en ressortira le lendemain. Derrière Vatanen et Mikkola, c'est désormais Buffum qui occupe la troisième place, à plus de treize minutes du premier. Il précède Eklund de trois minutes, le Suédois ne comptant que quarante-six secondes d'avance sur l'Audi de Mouton. Plus de cinq minutes derrière suivent la Nissan de Salonen et les Opel de Brookes et McRae.

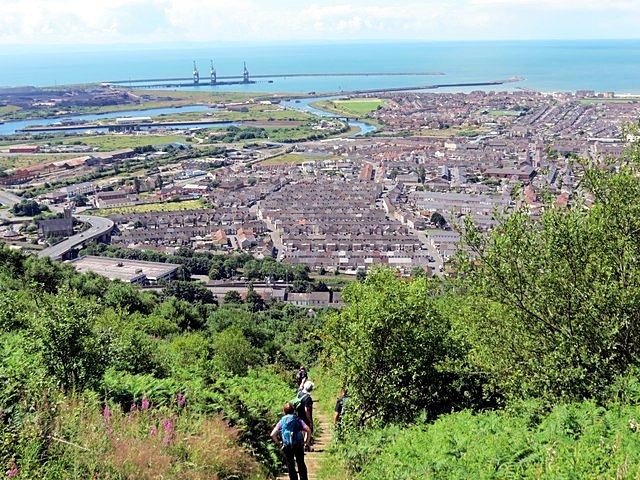
Aberafan, arrivée de la cinquième étape.

| Pos. | Pilote          | Copilote       | Voiture                     | Groupe | Temps           | Écart         |
| ---- | --------------- | -------------- | --------------------------- | ------ | --------------- | ------------- |
| 1    | Ari Vatanen     | Terry Harryman | Peugeot 205 Turbo 16        | B      | 6 h 18 min 37 s |               |
| 2    | Hannu Mikkola   | Arne Hertz     | Audi Quattro A2             | B      | 6 h 22 min 43 s | + 4 min 06 s  |
| 3    | John Buffum     | Neil Wilson    | Audi Quattro A2             | B      | 6 h 31 min 45 s | + 13 min 08 s |
| 4    | Per Eklund      | Dave Whittock  | Toyota Celica Twincam Turbo | B      | 6 h 34 min 55 s | + 16 min 18 s |
| 5    | Michèle Mouton  | Fabrizia Pons  | Audi Sport Quattro          | B      | 6 h 35 min 41 s | + 17 min 04 s |
| 6    | Timo Salonen    | Seppo Harjanne | Nissan 240RS                | B      | 6 h 41 min 26 s | + 22 min 49 s |
| 7    | Russell Brookes | Mike Broad     | Opel Manta 400              | B      | 6 h 42 min 50 s | + 24 min 13 s |
| 8    | Jimmy McRae     | Mike Nicholson | Opel Manta 400              | B      |                 |               |
| 9    | Shekhar Mehta   | Yvonne Mehta   | Nissan 240RS                | B      |                 |               |
| 10   | Bertie Fisher   | Austin Frazer  | Opel Manta 400              | B      |                 |               |
| 11   | Phil Collins    | Roger Freeman  | Opel Manta 400              | B      |                 |               |
| 12   | Mikael Ericsson | Claes Billstam | Audi 80 Quattro             | A      |                 |               |
| 13   | Roger Clark     | Ian Grindrod   | Porsche 911 SC RS           | B      |                 |               |

### Sixième étape
Peu après le départ d'Aberafan, au début de la nuit, alors qu'il avait baissé sa cadence et se contentait de maintenir l'écart sur Mikkola, Vatanen sort de la route et met sa 205 sur le toit. La voiture est peu endommagée mais, le temps de faire appel à des spectateurs pour la remettre sur ses roues, près de cinq minutes ont été perdues. Dans le même secteur, Buffum rate un virage et, à près de 160 km/h, s'enfonce dans la forêt. Coincé au milieu des arbres, l'équipage met plus d'une heure à se dégager et doit renoncer. Mikkola a pris le commandement de la course, mais une fuite d'huile va le contraindre peu après à faire remplacer la boîte de vitesses de son Audi, de sorte qu'à mi-étape Vatanen reprend la tête. Son avance n'est à ce moment que d'une dizaine de secondes mais le pilote Peugeot attaque et prend une minute et demie à son adversaire dans le secteur de Trawscoed, maintenant ensuite l'écart jusqu'au parc fermé de Dolgellau, au petit matin. L'abandon de Buffum a propulsé Eklund à la troisième place, le Suédois ayant creusé l'écart sur Michèle Mouton qui, épuisée par le pilotage éprouvant de l'Audi Sport Quattro, a sensiblement levé le pied. Brookes a pris l'avantage sur Salonen et occupe la cinquième position tandis qu'Eriksson, dixième, mène toujours confortablement le groupe A.
| Pos. | Pilote          | Copilote       | Voiture                     | Groupe | Temps           | Écart         |
| ---- | --------------- | -------------- | --------------------------- | ------ | --------------- | ------------- |
| 1    | Ari Vatanen     | Terry Harryman | Peugeot 205 Turbo 16        | B      | 8 h 23 min 17 s |               |
| 2    | Hannu Mikkola   | Arne Hertz     | Audi Quattro A2             | B      | 8 h 24 min 46 s | + 1 min 29 s  |
| 3    | Per Eklund      | Dave Whittock  | Toyota Celica Twincam Turbo | B      | 8 h 39 min 06 s | + 15 min 49 s |
| 4    | Michèle Mouton  | Fabrizia Pons  | Audi Sport Quattro          | B      | 8 h 41 min 00 s | + 17 min 43 s |
| 5    | Russell Brookes | Mike Broad     | Opel Manta 400              | B      | 8 h 49 min 05 s | + 25 min 48 s |
| 6    | Timo Salonen    | Seppo Harjanne | Nissan 240RS                | B      | 8 h 50 min 55 s | + 27 min 38 s |
| 7    | Jimmy McRae     | Mike Nicholson | Opel Manta 400              | B      |                 |               |
| 8    | Shekhar Mehta   | Yvonne Mehta   | Nissan 240RS                | B      |                 |               |
| 9    | Bertie Fisher   | Austin Frazer  | Opel Manta 400              | B      |                 |               |
| 10   | Mikael Ericsson | Claes Billstam | Audi 80 Quattro             | A      |                 |               |
| 11   | Roger Clark     | Ian Grindrod   | Porsche 911 SC RS           | B      |                 |               |

### Septième étape
Le retour sur Perth s'effectue durant la journée du jeudi. Vatanen semble avoir course gagnée mais dans la partie finale du secteur de Dyfi un arbre de transmission de la Peugeot se brise. Mikkola n'est plus qu'à une minute et le suspense reste entier, Vatanen devant disputer l'épreuve suivante avec seulement trois roues motrices avant que son assistance ne puisse intervenir. Son adversaire continue à attaque et réalise une nouvelle fois le meilleur temps ; pour une seconde, il repasse en tête de la course. Mais une fois sa voiture réparée, Vatanen repart à l'attaque. Il reprend aussitôt le commandement de la course et, se montrant le plus rapide dans les six dernières épreuves spéciales, remporte le rallye avec une quarantaine de secondes d'avance sur Mikkola. À plus d'un quart d'heure, Eklund est parvenu à conserver la troisième place, Michèle Mouton échouant à seulement vingt-et-une secondes du pilote suédois ; la Française termine quatrième devant Brookes et Salonen. Dixième, Eriksson s'impose en groupe A. Seulement cinquante-deux voitures ont rallié l'arrivée.

### Classements intermédiaires
Classements intermédiaires des pilotes après chaque épreuve spéciale

### Classement général

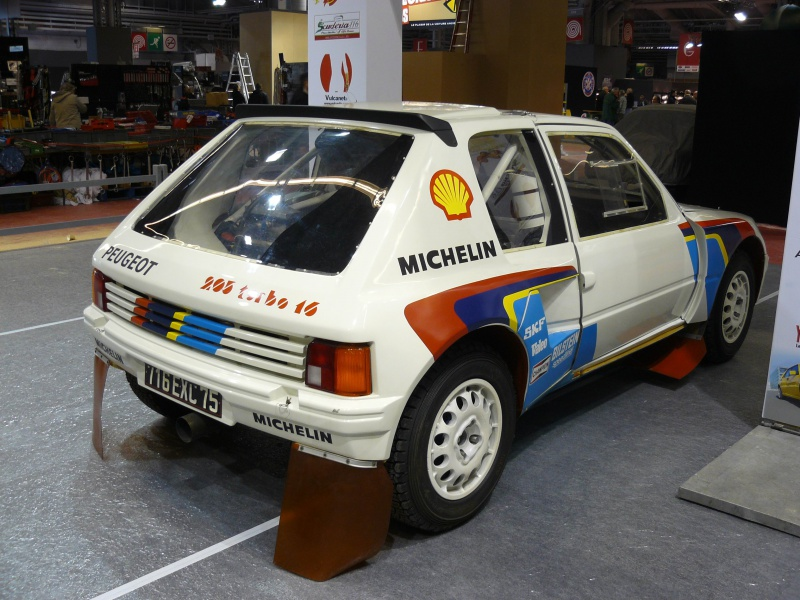
Nouvelle victoire, la troisième de la saison, pour la Peugeot 205 Turbo 16, aux mains d'Ari Vatanen.

| Pos | No | Pilote          | Copilote       | Voiture                     | Temps            | Écart         | Groupe |
| --- | -- | --------------- | -------------- | --------------------------- | ---------------- | ------------- | ------ |
| 1   | 2  | Ari Vatanen     | Terry Harryman | Peugeot 205 Turbo 16        | 9 h 19 min 48 s  |               | B      |
| 2   | 3  | Hannu Mikkola   | Arne Hertz     | Audi Quattro A2             | 9 h 20 min 29 s  | + 41 s        | B      |
| 3   | 8  | Per Eklund      | Dave Whittock  | Toyota Celica Twincam Turbo | 9 h 37 min 07 s  | + 17 min 19 s | B      |
| 4   | 6  | Michèle Mouton  | Fabrizia Pons  | Audi Sport Quattro          | 9 h 37 min 28 s  | + 17 min 40 s | B      |
| 5   | 16 | Russell Brookes | Mike Broad     | Opel Manta 400              | 9 h 48 min 06 s  | + 28 min 18 s | B      |
| 6   | 7  | Timo Salonen    | Seppo Harjanne | Nissan 240RS                | 9 h 49 min 37 s  | + 29 min 49 s | B      |
| 7   | 4  | Jimmy McRae     | Mike Nicholson | Opel Manta 400              | 10 h 04 min 20 s | + 44 min 32 s | B      |
| 8   | 10 | Shekhar Mehta   | Yvonne Mehta   | Nissan 240RS                | 10 h 07 min 01 s | + 47 min 13 s | B      |
| 9   | 37 | Bertie Fisher   | Austin Frazer  | Opel Manta 400              | 10 h 14 min 19 s | + 54 min 31 s | B      |
| 10  | 22 | Mikael Ericsson | Claes Billstam | Audi 80 Quattro             | 10 h 15 min 03 s | + 55 min 15 s | A      |

### Équipages de tête
- ES1 à ES39 :  Ari Vatanen -  Terry Harryman (Peugeot 205 Turbo 16)
- ES40 à ES42 :  Hannu Mikkola -  Arne Hertz (Audi Quattro A2)
- ES43 à ES49 :  Ari Vatanen -  Terry Harryman (Peugeot 205 Turbo 16)
- ES50 :  Hannu Mikkola -  Arne Hertz (Audi Quattro A2)
- ES51 à ES56 :  Ari Vatanen -  Terry Harryman (Peugeot 205 Turbo 16)

### Vainqueurs d'épreuves spéciales
- Ari Vatanen -  Terry Harryman (Peugeot 205 Turbo 16) : 34 spéciales (ES 1 à 3, 5, 6, 8, 11 à 17, 22 à 25, 28, 29, 31, 33, 35, 36, 41, 42, 44, 47, 48, 51 à 56)
- Hannu Mikkola -  Arne Hertz (Audi Quattro A2) : 12 spéciales (ES 9, 18 à 21, 26, 27, 40, 45, 46, 49, 50)
- John Buffum -  Neil Wilson (Audi Quattro A2) : 4 spéciales (ES 4, 30, 37, 38)
- Michèle Mouton -  Fabrizia Pons (Audi Sport Quattro) : 4 spéciales (ES 31 à 33, 43)
- Björn Waldegård -  Hans Thorszelius (Toyota Celica Twincam Turbo) : 2 spéciales (ES 7, 10)
- Juha Kankkunen -  Fred Gallagher (Toyota Celica Twincam Turbo) : 1 spéciale (ES 31)
- Jimmy McRae -  Mike Nicholson (Opel Manta 400) : 1 spéciale (ES 34)
- Per Eklund -  Dave Whittock (Toyota Celica Twincam Turbo) : 1 spéciale (ES 39)

## Résultats des principaux engagés
| No | Pilote             | Copilote         | Voiture                     | Groupe | Classement général                           | Class. groupe |
| -- | ------------------ | ---------------- | --------------------------- | ------ | -------------------------------------------- | ------------- |
| 1  | Stig Blomqvist     | Björn Cederberg  | Audi Sport Quattro          | B      | Forfait                                      | -             |
| 2  | Ari Vatanen        | Terry Harryman   | Peugeot 205 Turbo 16        | B      | 1er                                          | 1er           |
| 3  | Hannu Mikkola      | Arne Hertz       | Audi Quattro A2             | B      | 2e à 41 s                                    | 2e            |
| 4  | Jimmy McRae        | Mike Nicholson   | Opel Manta 400              | B      | 7e à 44 min 32 s                             | 7e            |
| 5  | Björn Waldegård    | Hans Thorszelius | Toyota Celica Twincam Turbo | B      | ab. dans la 11e spéciale (Moteur)            | -             |
| 6  | Michèle Mouton     | Fabrizia Pons    | Audi Sport Quattro          | B      | 4e à 17 min 40 s                             | 4e            |
| 7  | Timo Salonen       | Seppo Harjanne   | Nissan 240RS                | B      | 6e à 29 min 49 s                             | 6e            |
| 8  | Per Eklund         | Dave Whittock    | Toyota Celica Twincam Turbo | B      | 3e à 17 min 19 s                             | 3e            |
| 10 | Shekhar Mehta      | Yvonne Mehta     | Nissan 240RS                | B      | 8e à 47 min 13 s                             | 8e            |
| 14 | Malcolm Wilson     | Nigel Harris     | Audi Quattro A1             | B      | ab. dans la 18e spéciale (moteur)            | -             |
| 15 | Juha Kankkunen     | Fred Gallagher   | Toyota Celica Twincam Turbo | B      | ab. dans la 39e spéciale (sortie de route)   | -             |
| 16 | Russell Brookes    | Mike Broad       | Opel Manta 400              | B      | 5e à 28 min 18 s                             | 5e            |
| 17 | John Buffum        | Neil Wilson      | Audi Quattro A2             | B      | ab. dans la 40e spéciale (sortie de route)   | -             |
| 18 | Tony Pond          | Rob Arthur       | Rover 3500 Vitesse          | A      | ab. dans la 1re spéciale (sortie de route)   | -             |
| 20 | Kalle Grundel      | Peter Diekmann   | Volkswagen Golf GTI         | A      | ab. dans la 37e spéciale (sortie de route)   | -             |
| 21 | Philippe Wambergue | Michel Vial      | Mazda RX-7                  | B      | ab. après la 14e spéciale (perte d'une roue) | -             |
| 22 | Mikael Ericsson    | Claes Billstam   | Audi 80 Quattro             | A      | 10e à 55 min 15 s                            | 1er           |
| 23 | Terry Kaby         | Kevin Gormley    | Nissan 240RS                | B      | ab. après la 38e spéciale (hors course)      | -             |
| 24 | Mats Jonsson       | Johnny Johansson | Opel Manta 400              | B      | ab. après la 14e spéciale (accident)         | -             |
| 26 | Ingvar Carlsson    | Benny Melander   | Mazda RX-7                  | B      | ab. dans la 40e spéciale (pont arrière)      | -             |
| 28 | Saeed Al-Hajri     | John Spiller     | Porsche 911 SC RS           | B      | 17e à 1 h 33 min 53 s                        | 15e           |
| 31 | Roger Clark        | Ian Grindrod     | Porsche 911 SC RS           | B      | 11e à 58 min 44 s                            | 10e           |
| 35 | David Llewellin    | Roger Evans      | Nissan 240RS                | B      | 14e à 1 h 20 min 06 s                        | 12e           |
| 36 | Phil Collins       | Roger Freeman    | Opel Manta 400              | B      | ab. dans la 43e spéciale (moteur)            | -             |
| 37 | Bertie Fisher      | Austin Frazer    | Opel Manta 400              | B      | 9e à 54 min 31 s                             | 9e            |
| 38 | Lars-Erik Torph    | Keith Oswin      | Opel Ascona i2000           | A      | 13e à 1 h 10 min 51 s                        | 2e            |
| 39 | Mark Lovell        | Peter Davis      | Citroën Visa 1000 Pistes    | B      | 12e à 1 h 02 min 05 s                        | 11e           |
| 42 | Ola Strömberg      | Per Carlsson     | Saab 99 Turbo               | A      | ab. dans la 33e spéciale (embrayage)         | -             |
| 49 | Peter Geitel       | Mike Wood        | Nissan 240RS                | B      | ab. dans la 19e spéciale (boîte de vitesses) | -             |
| 52 | Kenneth Eriksson   | Ragnar Spjuth    | Opel Kadett GSI             | A      | ab. dans la 40e spéciale (boîte de vitesses) | -             |
| 53 | François Chauche   | Thierry Barjou   | Citroën Visa 1000 Pistes    | B      | ab. dans la 35e spéciale (moteur serré)      | -             |

## Classements finaux des championnats du monde

### Constructeurs
- Attribution des points : 10, 9, 8, 7, 6, 5, 4, 3, 2, 1 respectivement aux dix premières marques de chaque épreuve, additionnés de 8, 7, 6, 5, 4, 3, 2, 1 respectivement aux huit premières de chaque groupe (seule la voiture la mieux classée de chaque constructeur marque des points). Les points de groupe ne sont attribués qu'aux concurrents ayant terminé dans les dix premiers au classement général[2].

- Seuls les sept meilleurs résultats (sur dix épreuves) sont retenus pour le décompte final des points. Audi doit donc décompter les dix points marqués en Corse, les douze marqués en Finlande et les sept marqués en Italie, et Lancia les dix points marqués à Monte-Carlo.

| Pos. | Marque     | Points    | M-C   | POR  | SAF  | COR   | ACR  | NZ   | ARG  | FIN   | SAN   | RAC  |
| ---- | ---------- | --------- | ----- | ---- | ---- | ----- | ---- | ---- | ---- | ----- | ----- | ---- |
| 1    | Audi       | 120 (149) | 10+8  | 10+8 | 8+6  | (6+4) | 10+8 | 10+8 | 10+8 | (7+5) | (1+6) | 9+7  |
| 2    | Lancia     | 108 (118) | (6+4) | 9+7  | 7+5  | 10+8  | 8+6  | 9+7  | -    | 9+7   | 9+7   | -    |
| 3    | Peugeot    | 74        | -     | -    | -    | 7+5   | -    | -    | 4+4  | 10+8  | 10+8  | 10+8 |
| 4    | Toyota     | 62        | -     | 3+7  | 10+8 | -     | -    | 6+4  | -    | 6+4   | -     | 8+6  |
| 5    | Renault    | 55        | 7+5   | 6+4  | -    | 8+6   | -    | -    | 7+8  | 3+1   | -     |      |
| 6    | Opel       | 48        | -     | -    | 9+7  | 2+0   | -    | -    | 6+5  | 2+0   | 4+3   | 6+4  |
| 7    | Nissan     | 46        | 1+1   | -    | 6+4  | -     | 5+3  | 7+5  | -    | 4+2   | -     | 5+3  |
| 8    | Volkswagen | 34        | 2+7   | 4+8  | -    | -     | -    | -    | -    | -     | 5+8   | -    |
| 9    | Subaru     | 11        | -     | -    | -    | -     | -    | 3+8  | -    | -     | -     | -    |
| 10   | Fiat       | 9         | -     | -    | -    | -     | -    | -    | -    | -     | 2+7   | -    |
| 10=  | Alfa Romeo | 9         | -     | -    | -    | 1+8   | -    | -    | -    | -     | -     | -    |
| 12   | Ford       | 6         | -     | -    | -    | -     | -    | 4+2  | -    | -     | -     | -    |
| 13   | Citroën    | 4         | -     | 2+2  | -    | -     | -    | -    | -    | -     | -     | -    |
| 14   | Mazda      | 2         | -     | -    | -    | -     | 2+0  | -    | -    | -     | -     | -    |
| 14=  | Vauxhall   | 2         | -     | 1+1  | -    | -     | -    | -    | -    | -     | -     | -    |
| 14=  | Mitsubishi | 2         | -     | -    | -    | -     | -    | 1+1  | -    | -     | -     | -    |

### Pilotes
- Attribution des points : 20, 15, 12, 10, 8, 6, 4, 3, 2, 1 respectivement aux dix premiers de chaque épreuve.
- Seuls les sept meilleurs résultats (sur douze épreuves) sont retenus pour le décompte final des points. Stig Blomqvist doit donc décompter les huit points marqués en Corse et Hannu Mikkola les douze inscrits en Nouvelle-Zélande.

| Pos. | Pilote              | Marque         | Points    | M-C | SUE | POR | SAF | COR | ACR | NZ   | ARG | FIN | SAN | CIV | RAC |
| ---- | ------------------- | -------------- | --------- | --- | --- | --- | --- | --- | --- | ---- | --- | --- | --- | --- | --- |
| 1    | Stig Blomqvist      | Audi           | 125 (133) | 15  | 20  | -   | -   | (8) | 20  | 20   | 20  | 10  | -   | 20  | -   |
| 2    | Hannu Mikkola       | Audi           | 104 (116) | 12  | -   | 20  | 12  | -   | 15  | (12) | 15  | -   | -   | 15  | 15  |
| 3    | Markku Alén         | Lancia         | 90        | 3   | -   | 15  | 10  | 20  | 12  | 15   | -   | 15  | -   | -   |     |
| 4    | Ari Vatanen         | Peugeot        | 60        | -   | -   | -   | -   | -   | -   | -    | -   | 20  | 20  | -   | 20  |
| 5    | Attilio Bettega     | Lancia         | 49        | 8   | -   | 12  | -   | 4   | 10  | -    | -   | -   | 15  | -   | -   |
| 6    | Massimo Biasion     | Lancia         | 43        | 6   | -   | 10  | -   | 15  | -   | -    | -   | -   | 12  | -   | -   |
| 7    | Per Eklund          | Audi & Toyota¹ | 30        | -   | 12  | -   | -   | -   | -   | -    | -   | 6   | -   | -   | 12¹ |
| 8    | Björn Waldegård     | Toyota         | 28        | -   | -   | -   | 20  | -   | -   | 8    | -   | -   | -   | -   | -   |
| 9    | Shekhar Mehta       | Nissan         | 27        | -   | -   | -   | 8   | -   | 4   | -    | -   | -   | -   | 12  | 3   |
| 9=   | Timo Salonen        | Nissan         | 27        | 1   | -   | -   | 4   | -   | 6   | 10   | -   | -   | -   | -   | 6   |
| 11   | Walter Röhrl        | Audi           | 26        | 20  | -   | 6   | -   | -   | -   | -    | -   | -   | -   | -   | -   |
| 12   | Michèle Mouton      | Audi           | 25        | -   | 15  | -   | -   | -   | -   | -    | -   | -   | -   | -   | 10  |
| 13   | Jean Ragnotti       | Renault        | 20        | -   | -   | 8   | -   | 12  | -   | -    | -   | -   | -   | -   | -   |
| 14   | Jean-Pierre Nicolas | Peugeot        | 18        | -   | -   | -   | -   | 10  | -   | -    | -   | -   | 8   | -   | -   |
| 15   | Rauno Aaltonen      | Opel           | 15        | -   | -   | -   | 15  | -   | -   | -    | -   | -   | -   | -   | -   |
| 16   | Jorge Recalde       | Audi           | 12        | -   | -   | -   | -   | -   | -   | -    | 12  | -   | -   | -   | -   |
| 16=  | Henri Toivonen      | Lancia         | 12        | -   | -   | -   | -   | -   | -   | -    | -   | 12  | -   | -   | -   |
| 16=  | Kalle Grundel       | Volkswagen     | 12        | 2   | -   | 4   | -   | -   | -   | -    | -   | -   | 6   | -   | -   |
| 19   | Jean-Luc Thérier    | Renault        | 10        | 10  | -   | -   | -   | -   | -   | -    | -   | -   | -   | -   | -   |
| 19=  | Mats Jonsson        | Opel           | 10        | -   | 10  | -   | -   | -   | -   | -    | -   | -   | -   | -   | -   |
| 19=  | Mario Stillo        | Renault        | 10        | -   | -   | -   | -   | -   | -   | -    | 10  | -   | -   | -   | -   |
| 19=  | Fabrizio Tabaton    | Lancia         | 10        | -   | -   | -   | -   | -   | -   | -    | -   | -   | 10  | -   | -   |
| 19=  | Alain Ambrosino     | Opel           | 10        | -   | -   | -   | -   | -   | -   | -    | -   | -   | -   | 10  | -   |